# Trachymyrmex compactus
Trachymyrmex compactus is een mierensoort uit de onderfamilie van de Myrmicinae. De wetenschappelijke naam van de soort is voor het eerst geldig gepubliceerd in 2002 door Mayhé-Nunes & Brandão.